# Rio Alunișu (Cracău)
O Rio Alunişu é um rio da Romênia afluente do rio Cracăul Negru, localizado no distrito de Neamţ.